# العلاقات الهندية البنمية
العلاقات الهندية البنمية هي العلاقات الثنائية التي تجمع بين الهند وبنما.

## مقارنة بين البلدين
هذه مقارنة عامة ومرجعية للدولتين:
| وجه المقارنة                                              | الهند                       | بنما                      |
| --------------------------------------------------------- | --------------------------- | ------------------------- |
| المساحة (كم2)                                             | 3.29 مليون                  | 74.18 ألف                 |
| عدد السكان (نسمة)                                         | 1.35 مليار                  | 4.10 مليون                |
| الكثافة السكانية (ن./كم²)                                 | 410.33                      | 55.27                     |
| العاصمة                                                   | نيودلهي                     | بنما                      |
| اللغة الرسمية                                             | اللغة الهندية، لغة إنجليزية | اللغة الإسبانية           |
| العملة                                                    | روبية هندية                 | بالبوا بنمي، دولار أمريكي |
| الناتج المحلي الإجمالي (بليون دولار)                      | 2.60 تريليون                | 61.84 مليار               |
| الناتج المحلي الإجمالي (تعادل القوة الشرائية) بليون دولار | 8.00 تريليون                | 87.37 مليار               |
| الناتج المحلي الإجمالي الاسمي للفرد دولار أمريكي          | 1.60 ألف                    | 13.27 ألف                 |
| الناتج المحلي الإجمالي للفرد دولار أمريكي                 | 5.70 ألف                    | 20.89 ألف                 |
| مؤشر التنمية البشرية                                      | 0.609                       | 0.780                     |
| رمز المكالمات الدولي                                      | +91                         | +507                      |
| رمز الإنترنت                                              | .in، .भारत ‏، .بھارت ‏،        | .pa                       |
| المنطقة الزمنية                                           | ت ع م+05:30، توقيت الهند    | 00                        |

## منظمات دولية مشتركة
يشترك البلدان في عضوية مجموعة من المنظمات الدولية، منها:
| علم المنظمة | اسم المنظمة                        | تاريخ انضمام الهند | تاريخ انضمام بنما |
| ----------- | ---------------------------------- | ------------------ | ----------------- |
|             | يونسكو                             | 4 نوفمبر 1946      | 10 يناير 1950     |
|             | الفريق المعني برصد الأرض           | ?                  | ?                 |
|             | مؤسسة التمويل الدولية              | 20 يوليو 1956      | 20 يوليو 1956     |
|             | منظمة حظر الأسلحة الكيميائية       | ?                  | ?                 |
|             | مؤسسة التنمية الدولية              | 24 سبتمبر 1960     | 1 سبتمبر 1961     |
|             | منظمة التجارة العالمية             | 1995               | ?                 |
|             | وكالة ضمان الاستثمار متعدد الأطراف | 6 يناير 1994       | 21 فبراير 1997    |
|             | الاتحاد البريدي العالمي            | ?                  | ?                 |
|             | منظمة الشرطة الجنائية الدولية      | ?                  | ?                 |
|             | الأمم المتحدة                      | 30 أكتوبر 1945     | 13 نوفمبر 1945    |
|             | الاتحاد الدولي للاتصالات           | 1869               | 14 يوليو 1914     |
|             | البنك الدولي للإنشاء والتعمير      | 27 ديسمبر 1945     | 14 مارس 1946      |

## وصلات خارجية
- موقع وزارة الخارجية الهندية
- موقع وزارة الخارجية البنمية